# Lac Roberge, Grandes-Piles
Lac Roberge är en sjö i Kanada.   Den ligger i regionen Mauricie och provinsen Québec, i den sydöstra delen av landet, 270 km nordost om huvudstaden Ottawa. Lac Roberge ligger 166 meter över havet. Arean är 0,46 kvadratkilometer. Den sträcker sig 1,7 kilometer i nord-sydlig riktning, och 2,0 kilometer i öst-västlig riktning.
I omgivningarna runt Lac Roberge växer i huvudsak blandskog. Runt Lac Roberge är det glesbefolkat, med 11 invånare per kvadratkilometer.